# Eritreas flag
Eritreas flag blev taget i brug 5. december 1995, og bruger næsten det samme design som flaget til Eritrean People's Liberation Front (som i 1994 skiftede navn til People's Front for Democracy and Justice). 
Flaget domineres af en rød trekant som strækker sig fra venstre til højre side. Over denne er der en grøn trekant, under en blå. Midt i det røde felt står en olivengren omgivet af en krans. Den grønne farve står for landets frugtbarhed, blåt repræsenterer havet og den røde farve står for blodet som er gået tabt i landets kamp for frihed.
| Flag | Spire Denne artikel om flag eller vexillologi er en spire som bør udbygges. Du er velkommen til at hjælpe Wikipedia ved at udvide den. |